# Demita Vega
Demita Vega de Lille (San Miguel de Cozumel, 21 de julio de 1983) es la primera velerista (Windsurf) del mundo en darle la vuelta a la isla de Cozumel, con un recorrido de 143 kilómetros y un tiempo de 7 horas 10 minutos,
Medalla de Plata en los juegos panamericanos 2015 en Toronto, Canadá.
Quedó entre las 13 mejores por nación en la clase RS:X, en el Campeonato Mundial de la Windsurf en Santander, España. Logro que le consiguió su Clasificación para los Juegos Olímpicos de Río de Janeiro 2016.
Tiene 382 puntos en el ranking mundial y ocupa el sitio 19; su mejor ubicación ha sido el decimosexto logrado en abril del 2013.
Segundo Lugar en el Campeonato Nacional de Vela de los Estados Unidos en el 2014. Esta Clasificada para los Juegos Panamericanos de Toronto 2015.

## Vuelta a cozumel (VIDEO)
La vuelta a Cozumel en windsurf

## Lugares en últimas competiciones
- Medalla de Plata- juegos panamericanos 2015
- Copa del Mundo en Francia lugar 17.
- Test Event lugar 15.
- Campeonato Europeo 19.